# Messier 34

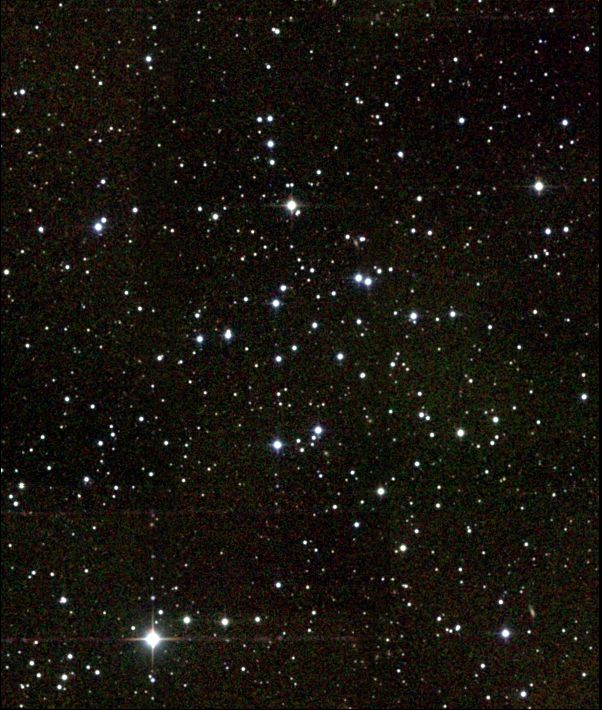
Ảnh hồng ngoại của M34

Messier 34 (hay còn được biết với những cái tên khác như NGC 1039 hoặc M34) là tên của một Cụm sao mở nằm trong chòm sao Anh Tiên. Nó có thể được phát hiện bởi Glovanni Batista Hodierna vào trước năm 1654 và được Charles Messier đưa vào danh sách các thiên thể của mình vào năm 1764. Messier mô tả cụm sao này là "một cụm với những ngôi sao nhỏ nằm song song bên dưới γ (chòm sao Tiên Nữ). Thông thường với một kính viễn vọng loại 3 feet có thể nhìn thấy nó rõ ràng.".
Dựa trên Mô-đun khoảng cách của nó là 8,38, cụm mở này nằm cách chúng tả khoảng 470 parces hay 1500 năm ánh sáng. Khối lượng cả nó nằm trong khoảng từ 0,12 đến 1 lần khối lượng mặt trời và chứa khoảng 400 ngôi sao khác. Ta có thể nhìn thấy nó với mắt thường nếu xung quanh chỉ có bóng tối, tức là phải cách thật xa các thành phố. Ngoài ra ta còn có thể nhìn thấy nó bằng ống nhòm với điều kiện ánh sáng phát ra từ các thành phố không quá lớn.
Tuổi của cụm sao này nằm giữa khoảng 100 triệu đến 800 triệu năm năm tuổi. Hiện tại, thông qua việc so sánh giữa quang phổ quan sát được của các ngôi sao cũng như các giá trị ước tính được từ mô hình của sự tiến hóa sao, ta biết được cụm sao này có tuổi nằm từ 200 đến 250 triệu năm tuổi. Đại khái là những ngôi sao cùng tuổi với cụm sao này và bằng một nửa khối lượng mặt trời thì sẽ nằm trong dãy chính. Cũng như vạy, những khôi sao giống mặt trời của Messier 34 sẽ nằm trong dãy chính sau 30 triệu năm nữa.
Có ít nhất 19 ngôi sao lùn trắng nằm trong cụm sao này. Những ngôi sao đặc này này là những ngôi sao có từ lúc ban đầu và có khối lượng lên đến gấp 8 lần khối lượng mặt trời. Chúng đã tiến hóa thông qua dãy chính và không còn dính líu gì đến việc nóng chảy nhiệt hạch để tỏa ra năng lượng. Quang phổ của 17 sao lùn trắng là thuộc loại DA hoặc DAZ, trong khi đó chỉ có 1 sao là thuộc loại DB, cái còn lại là loại DC.

## Dữ liệu hiện tại
Theo như quan sát, đây là cụm sao thuộc chòm sao Anh Tiên. Dưới đây là một số dữ liệu khác:
Xích kinh 02h 42.1m
Độ nghiêng +42° 46′
Khoảng cách 1500 năm ánh sáng (470 parces) 
Độ lớn biểu kiến 5.5
Kích thước biểu kiến 35.0′
Bán kính 7 ly